# Meiendorf

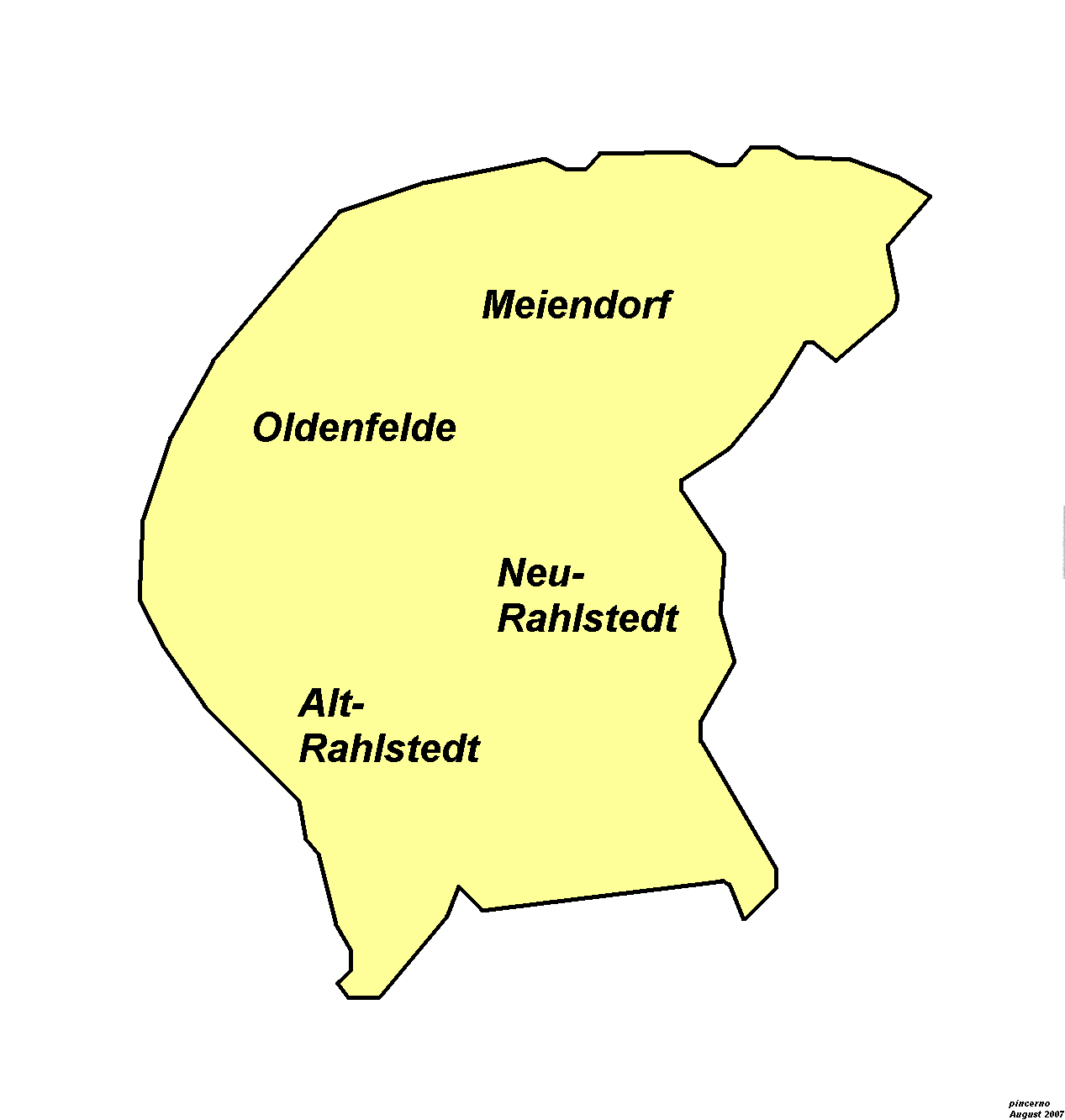
Lage Meiendorfs in Rahlstedt

Meiendorf ist ein Ortsteil des Hamburger Stadtteils Rahlstedt.

## Geographie

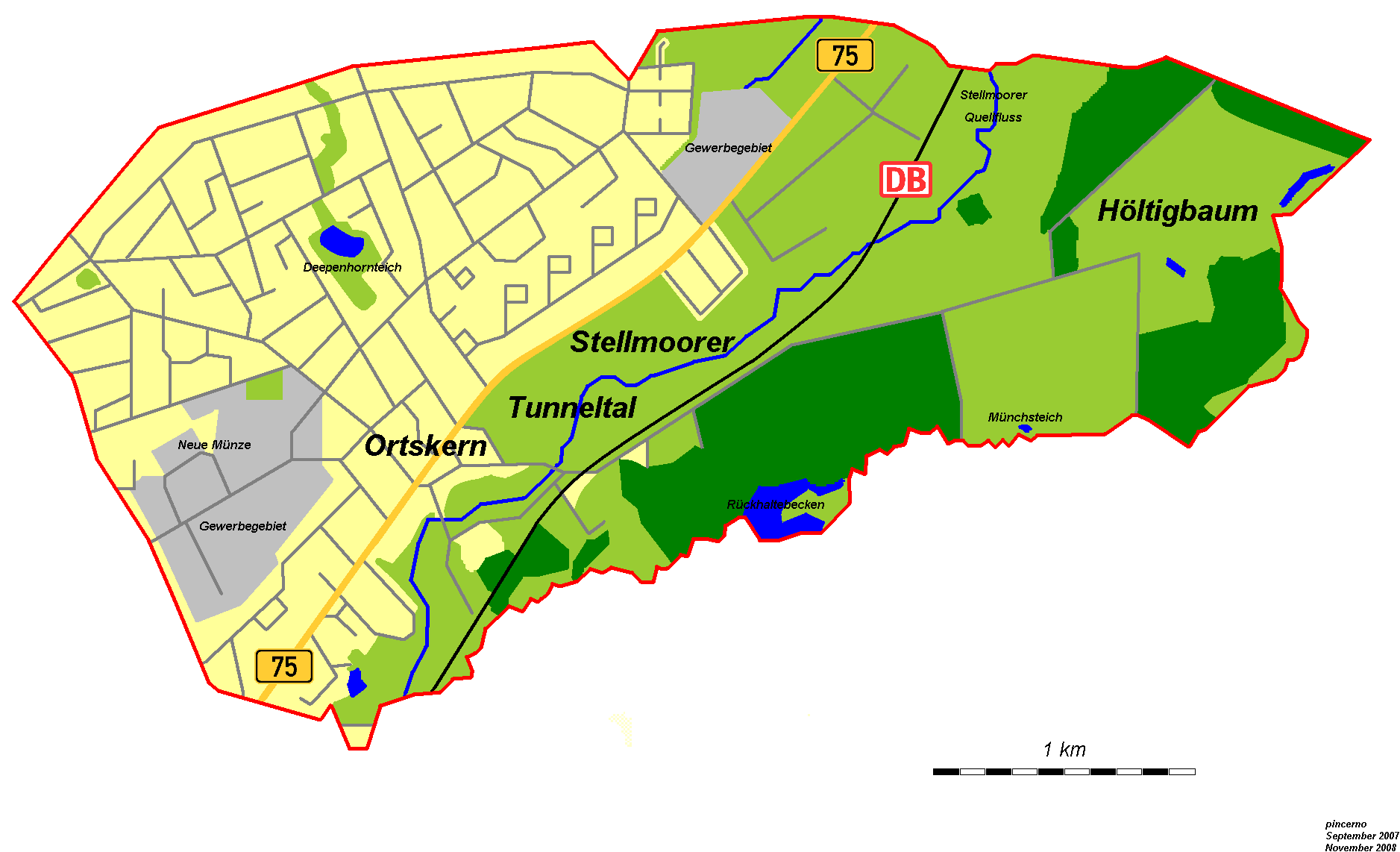
Gemarkung Meiendorf

### Geographische Lage
Meiendorf ist der nördlichste von mehreren Ortsteilen des Stadtteils Rahlstedt. Begrenzt wird Meiendorf im Norden durch den Volksdorfer Wald, im Westen durch die Grenze zu Farmsen-Berne im Süden durch Oldenfelde und im Osten durch die Landesgrenze Hamburgs zu Schleswig-Holstein.

### Geologie
Meiendorfs Osthälfte weist eine hügelige Formation und schlangenförmige Tunneltäler auf, die durch die Schmelzwasserströme der Gletscher aus der Weichseleiszeit vor etwa 12.000 Jahren entstanden. Die abgeschmolzenen Gletscher hinterließen Schutt und Geröll, die sich teilweise zu steilen Wällen, den Osern, ablagerten.

### Ortsteilgliederung
Meiendorf ist hinsichtlich des Wohnungsbestandes gemischt. Der Norden Meiendorfs besteht größtenteils aus Einzelhäusern unterschiedlichen Alters. Der Westen und die Mitte des Ortsteils weisen mehrstöckigen sozialen Wohnungsbau aus den 1960er Jahren auf. Der Süden und die Mitte bestehen vorwiegend aus mehrstöckigen Häusern, wobei sich – insbesondere nahe dem alten Dorfkern – auch Einzelhäuser aus der Gründerzeit finden. Der Osten Meiendorfs ist nur dünn besiedelt, dort befinden sich die Naturschutzgebiete Stellmoorer Tunneltal und Höltigbaum.

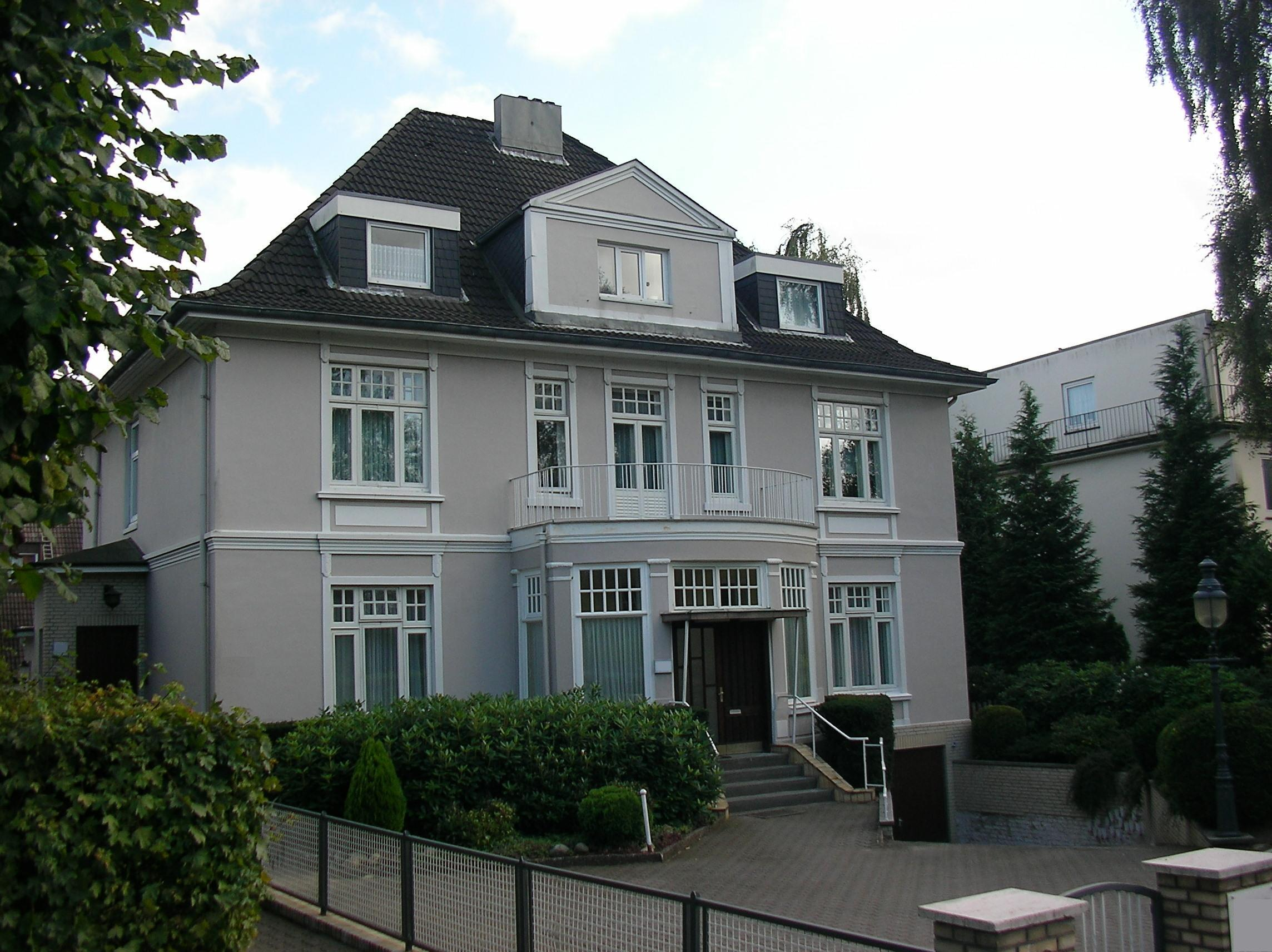
Stadthaus aus der Jahrhundertwende südlich des Dorfkerns
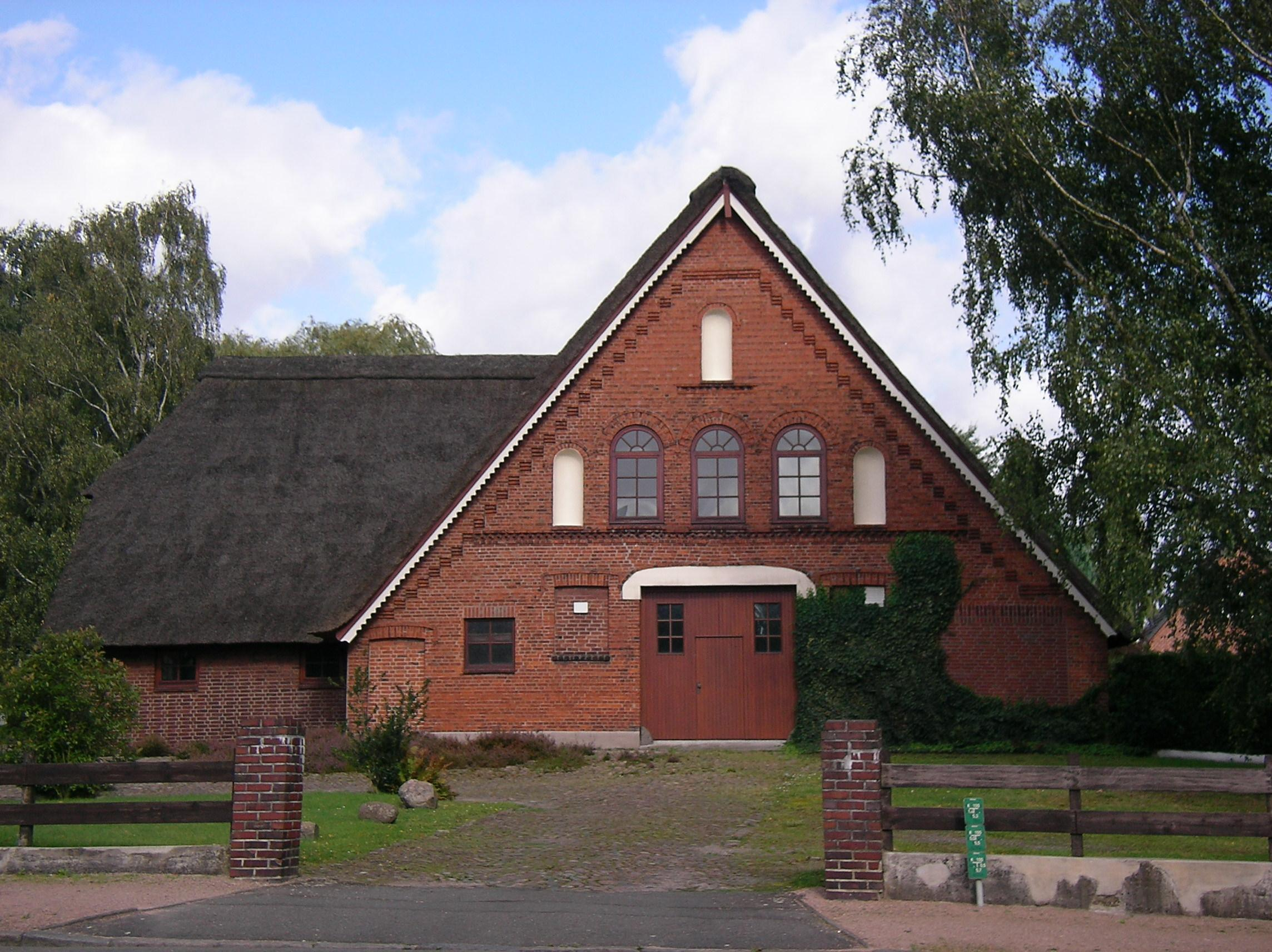
Ehemaliger Gutshof im Dorfkern
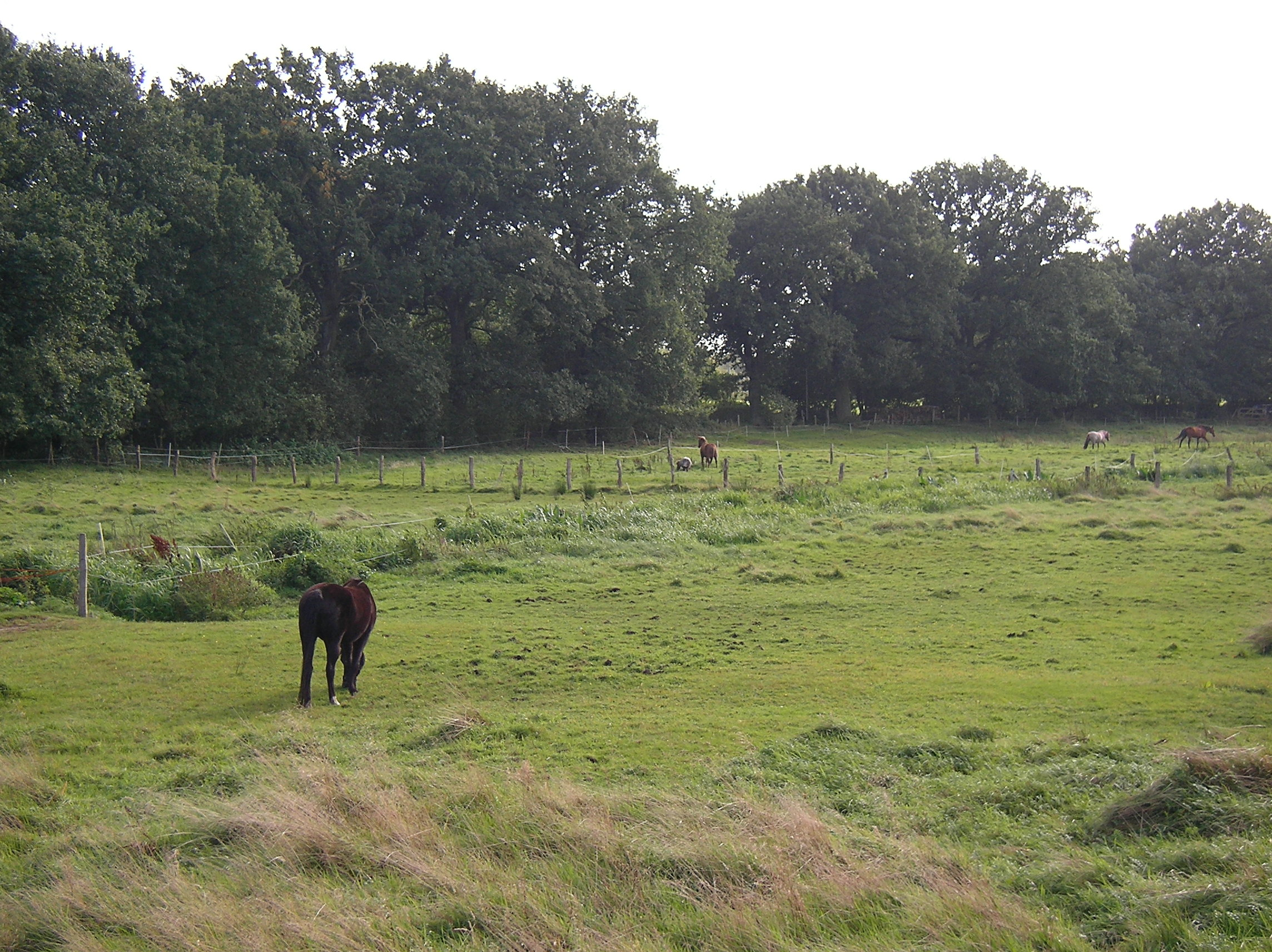
Der Osten weist zahlreiche Koppeln auf
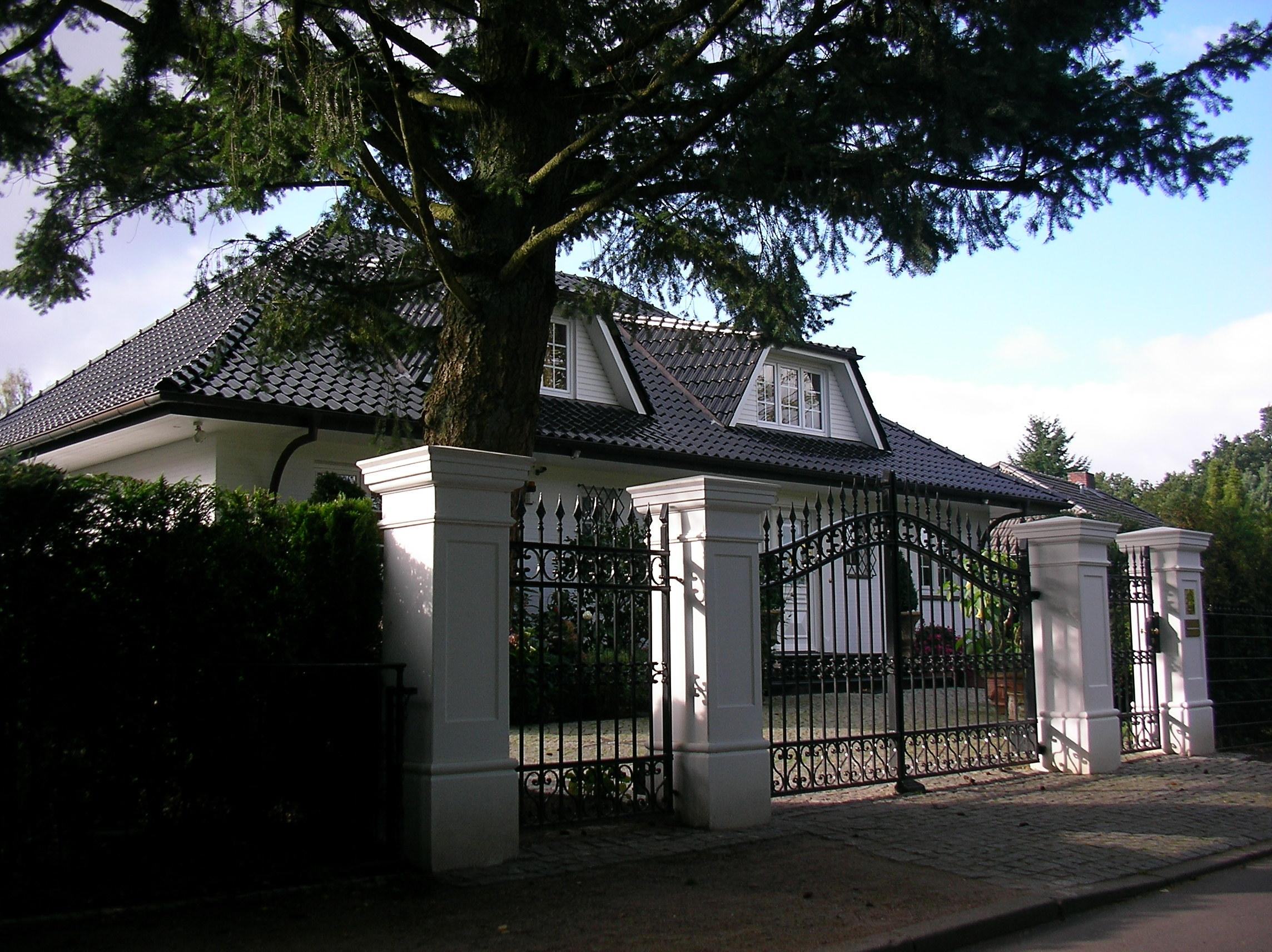
Geräumiges und ruhiges Wohnen ist im Norden üblich
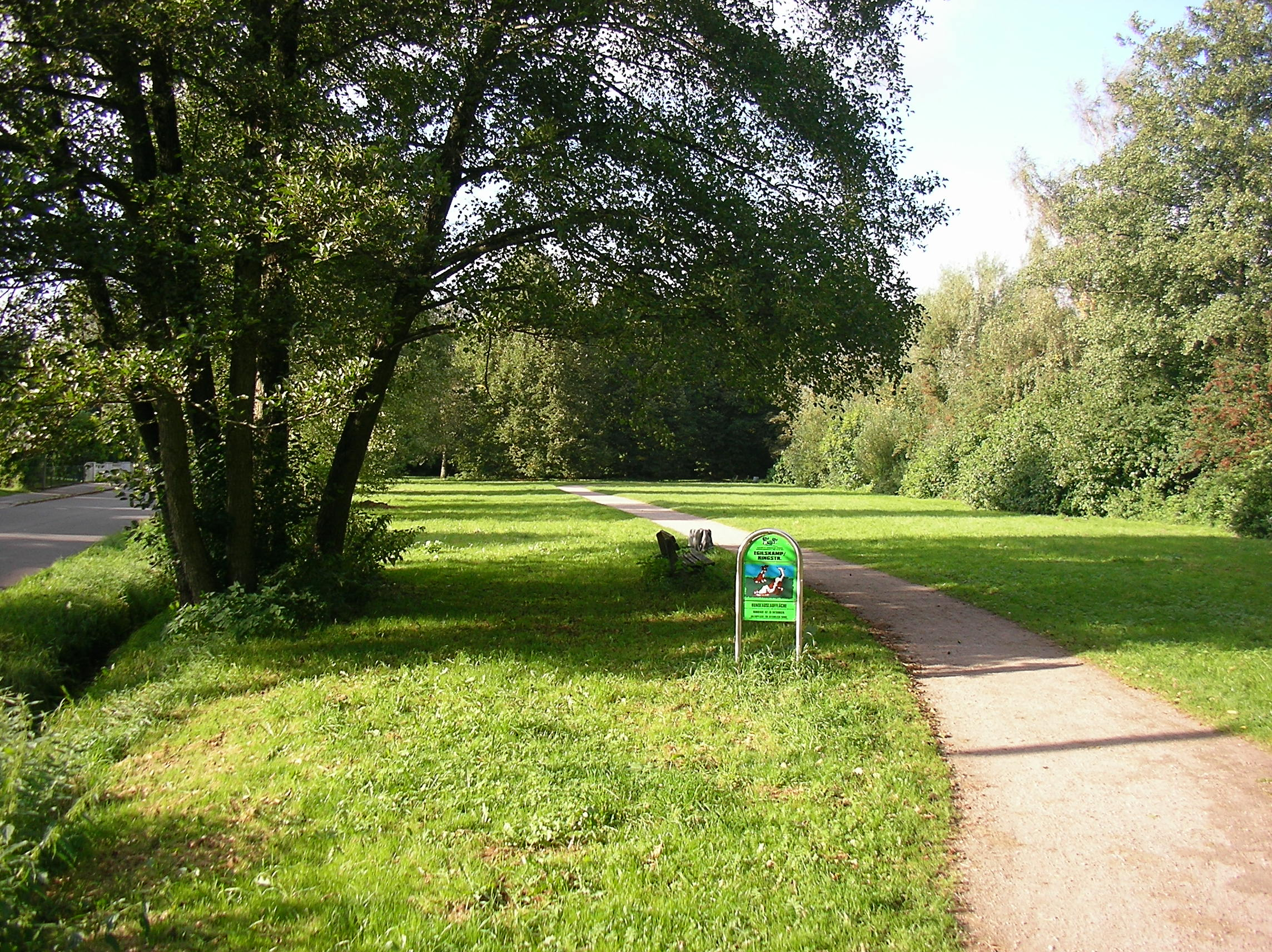
Kleinparks lockern die Einzelhausregionen im Norden auf
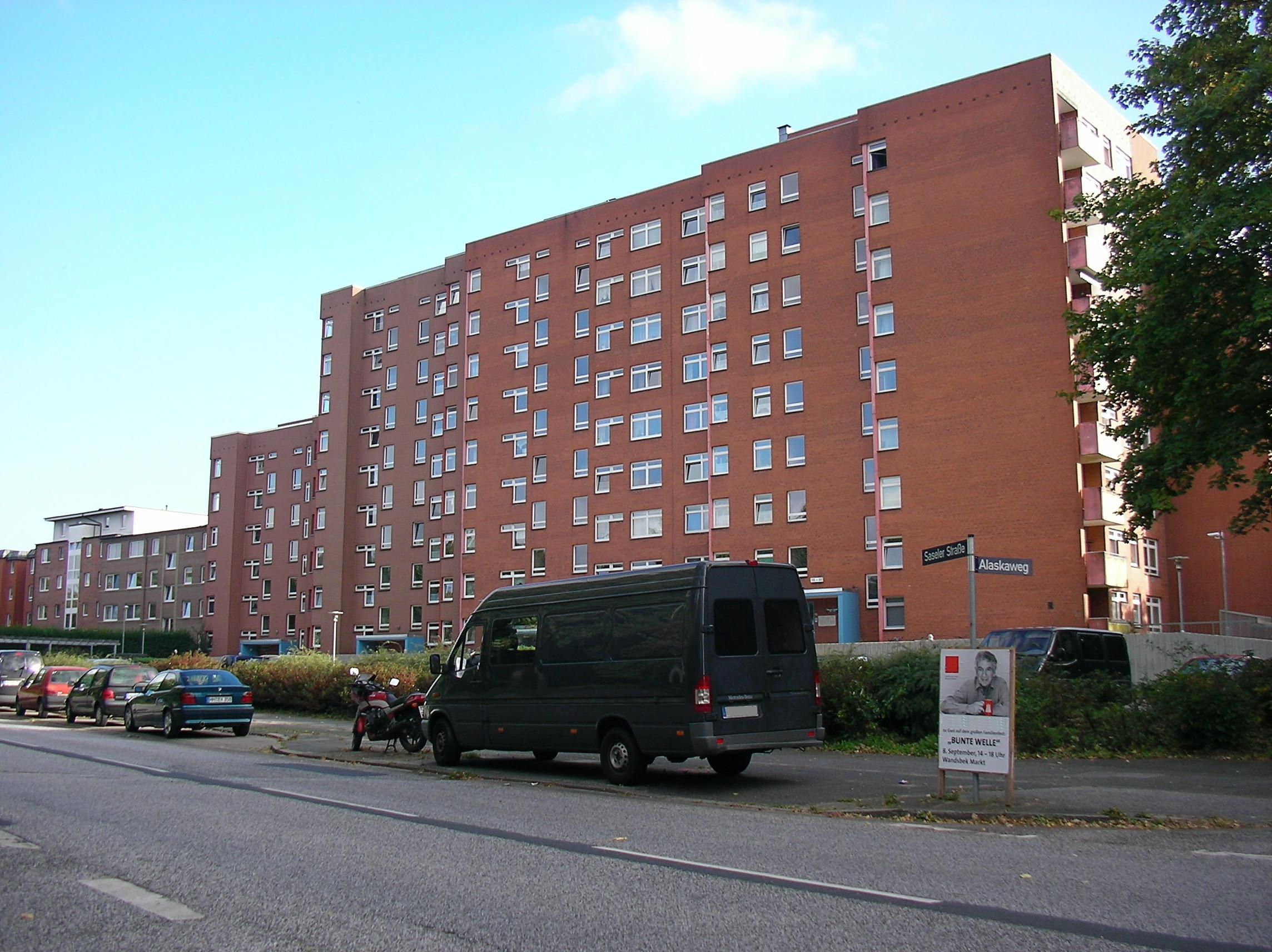
Der Westen bietet vielen Mietern Wohnraum

## Geschichte

Das holsteinische Meiendorf 1895

### Vorgeschichte
In den 1930er Jahren machten Aufsehen erregende Entdeckungen und Ausgrabungen Meiendorfs Stellmoorer Tunneltal unter den Vorgeschichtsforschern weltbekannt. Funde von Feuersteinwerkzeugen, Tierkopfgravuren und Gerätschaften aller Art aus Rentiergeweihen und -knochen dokumentieren, dass vor etwa 14.000 bis 16.000 Jahren Nomaden den Herden der Rentiere bis an den Rand der Vereisungszone folgten, sie jagten und auf dem Gebiet des heutigen Meiendorfs einen Lagerplatz besaßen. Zum damaligen Zeitpunkt bestand Meiendorf aus Tundrasteppe.

### Mittelalter und Neuzeit
Meiendorf wurde 1318 erstmals urkundlich erwähnt. Zum damaligen Zeitpunkt war es ein holsteinisches Bauerndorf. Seit 1333 befand es sich größtenteils im Besitz des Hamburger Domkapitels. 1576 gehörte es wieder zu Holstein, und zwar zum Amt Trittau. Von 1750 bis 1753 war es von Holstein an Hamburg verpfändet. 1927 erfolgte die Eingemeindung nach Rahlstedt. 1937 gelangte Meiendorf zusammen mit Rahlstedt im Rahmen des Groß-Hamburg-Gesetzes nach Hamburg.

## Kultur und Sehenswürdigkeiten

### Naturdenkmäler

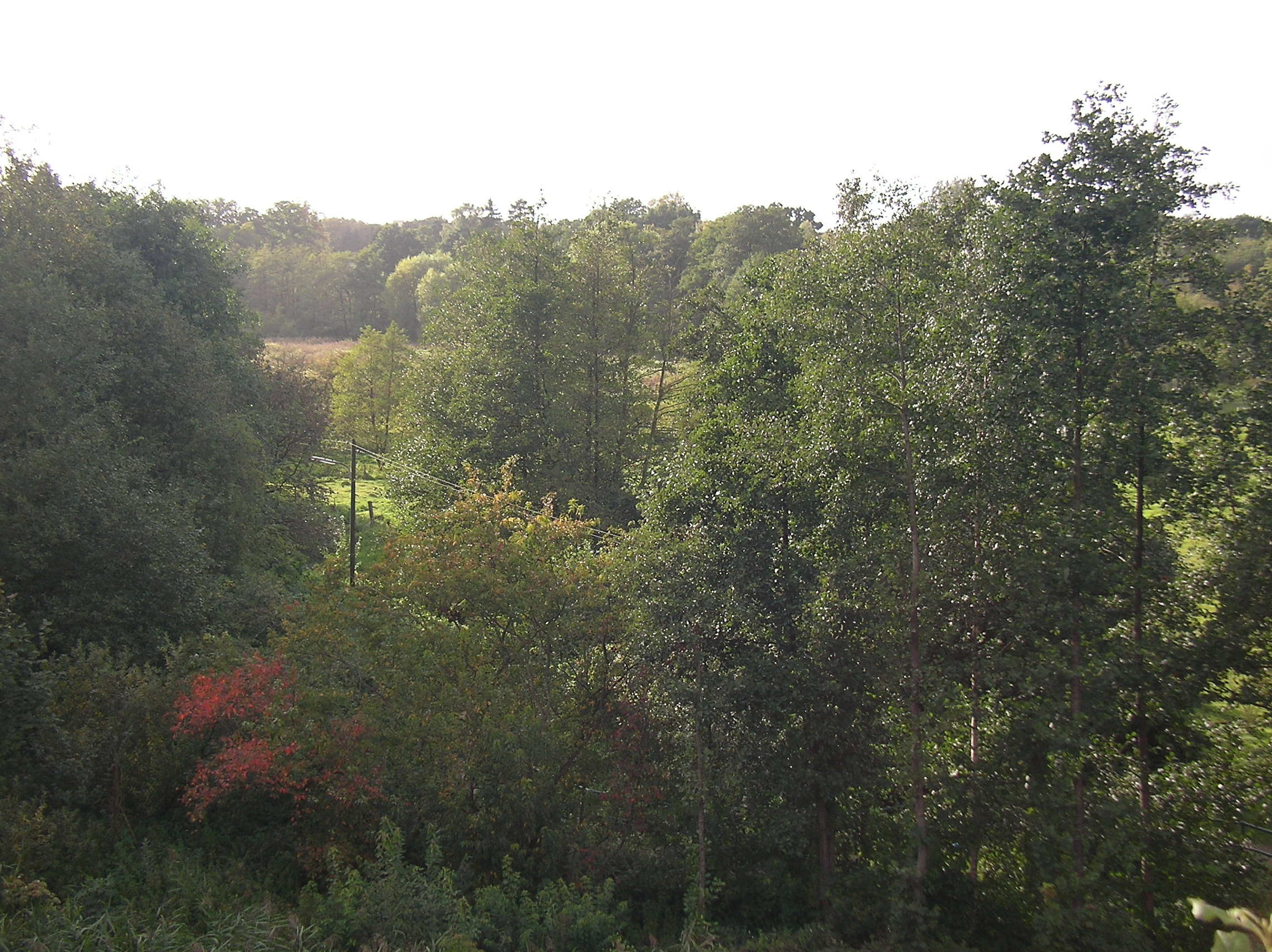
Stellmoorer Tunneltal

Das etwa 202 Hektar große Stellmoorer Tunneltal ist durch die Verordnung über das Naturschutzgebiet Stellmoorer Tunneltal vom 28. März 1978 unter Naturschutz gestellt worden.
Der Hamburger Teil des benachbarten, etwa 543 Hektar großen Gebietes Höltigbaum steht durch die Verordnung über das Naturschutzgebiet Höltigbaum vom 26. Mai 1998 ebenfalls unter Naturschutz, der Teil auf dem Gebiet Schleswig-Holsteins bereits seit 1997.
1937 richtete die Wehrmacht hier einen Exerzierplatz ein. 1958 übernahm die Bundeswehr das Gelände als Standortübungsplatz. Schon damals hielt ein Schäfer die Wiesen mit seiner Herde frei. Der Verzicht auf den Einsatz von Dünge- oder Pflanzenschutzmitteln ermöglichte das Überleben vieler seltener Tiere und Pflanzen. 1995 gab die Bundeswehr den Höltigbaum als Standortübungsplatz auf.
Beide Naturschutzgebiete bieten mit ihren in der Weichseleiszeit entstandenen, üppigen und abwechslungsreichen Hügellandschaften Spaziergängern, Radfahrern und Reitern einen besonderen Freizeitwert.

### Sport
Der Meiendorfer Sportverein ist in Hamburg insbesondere durch seine Fußballabteilung bekannt.

## Wirtschaft und Infrastruktur

### Verkehr

Die elektrische Kleinbahn fuhr durch die Meiendorfer Straße

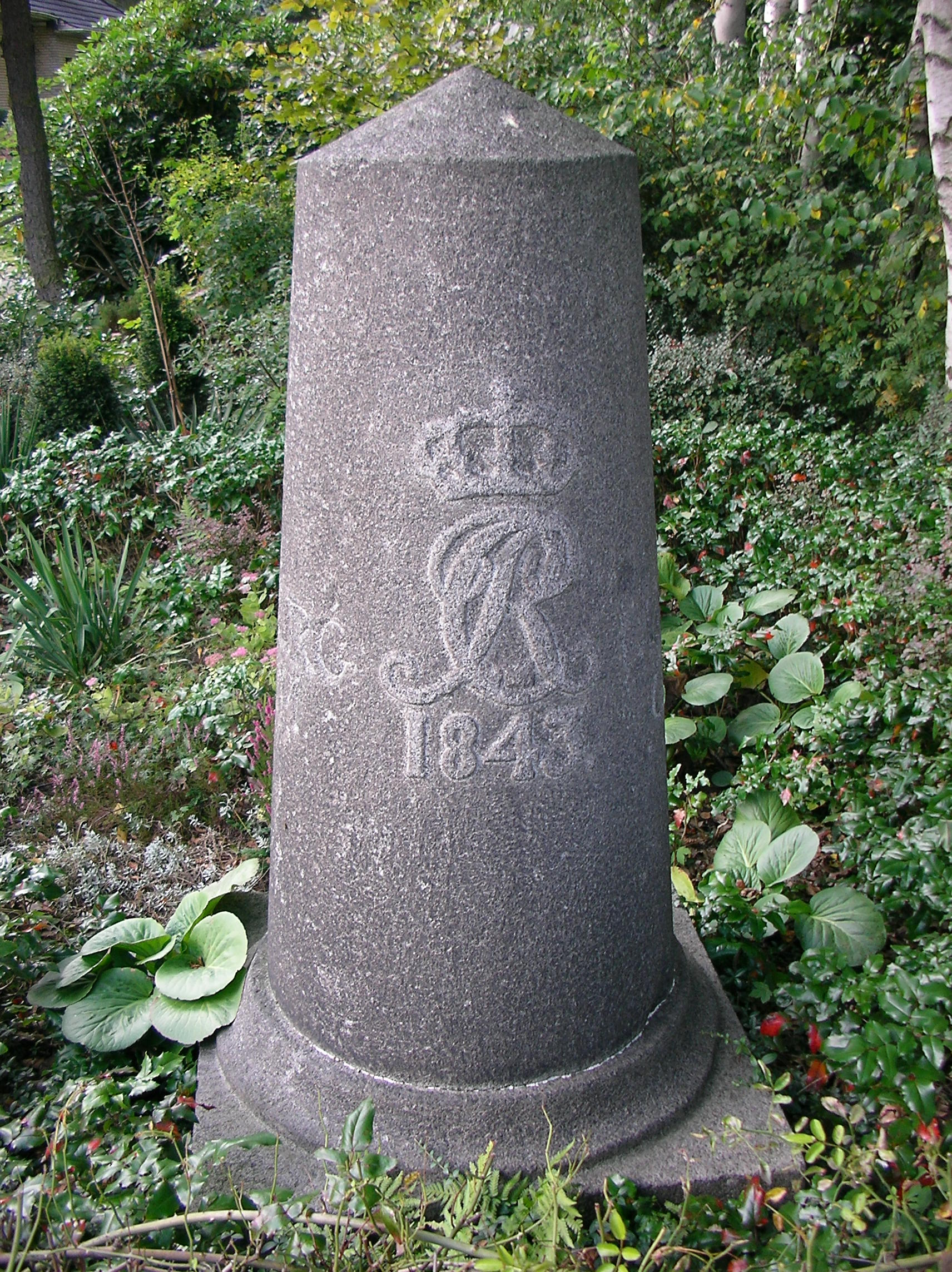
Dänischer Meilenstein von 1843

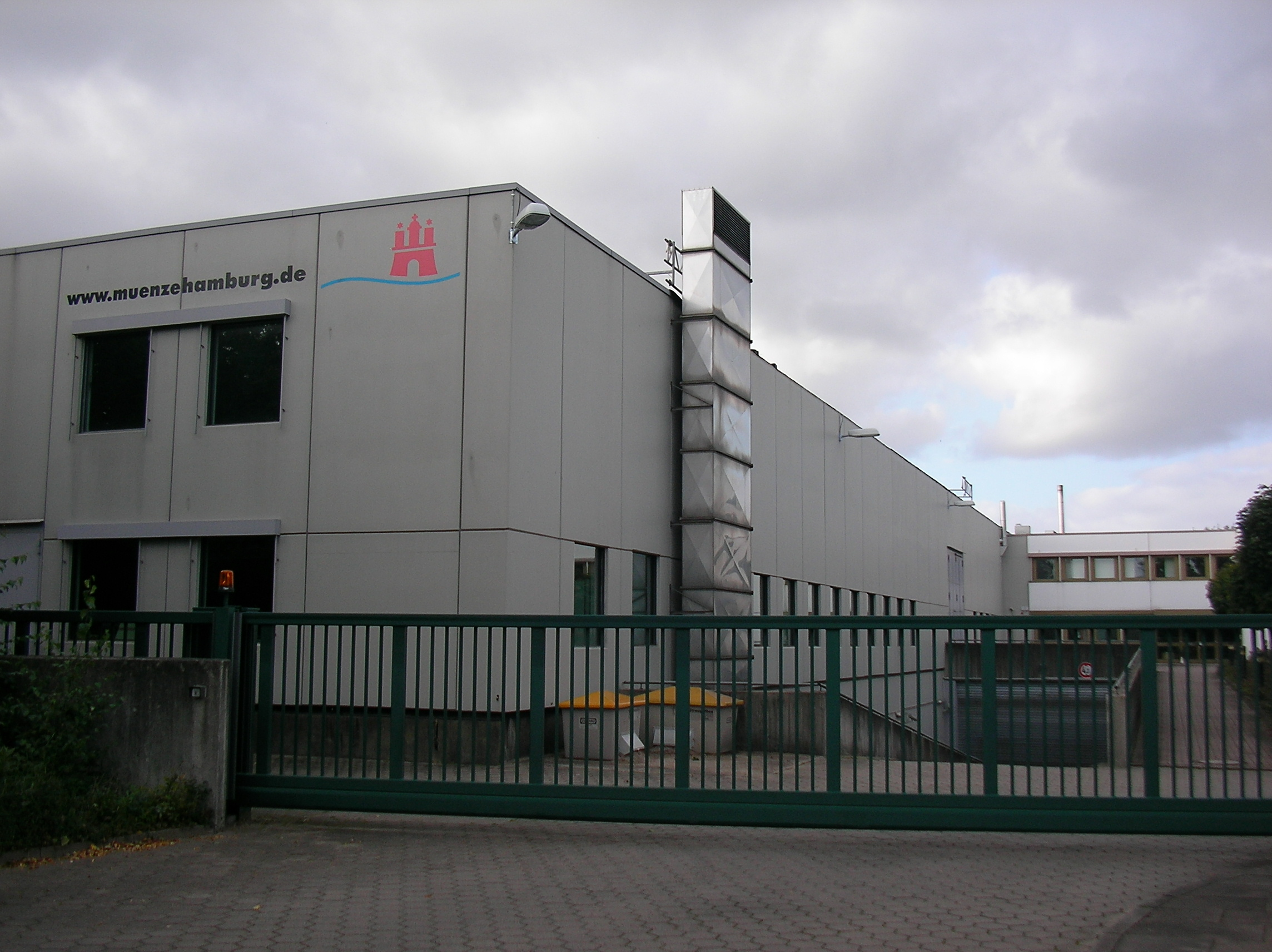
Hamburgische Münze

Die teils mit alten Villen bebaute Meiendorfer Straße bildet einen Abschnitt der Bundesstraße 75 von Hamburg nach Lübeck. Diese Straße war 1843 mit Alleebäumen eingeweiht worden und galt als modernste Chaussee nach Lübeck. Der annähernd zwei Meter hohe dänische Meilenstein von 1843 an der Ecke Hellmesbergerweg zeugt noch hiervon. Damals verlegten viele Bauern ihre Hofgebäude an die Straße.
Durch die Chaussee führte von 1904 bis 1923 die elektrische Kleinbahn von Altrahlstedt über Volksdorf nach Wohldorf. Bereits im 18. Jahrhundert verband eine zollpflichtige Landstraße Meiendorf mit Ahrensfelde, woher der Name „Höltigbaum“ für das dazwischenliegende Gebiet stammt; Höltigbaum heißt Halte- oder Schlagbaum.
Heute ist Meiendorf durch den MetroBus 24 mit anderen Stadtteilen verbunden (Rahlstedt-Meiendorf-Volksdorf-Sasel-Poppenbüttel-Fuhlsbüttel-Niendorf). Die Bahnstrecke Lübeck–Hamburg, auf der die Linien RE 8 / RE 80 nach Lübeck und die RB 81 nach Bad Oldesloe verkehren, durchqueren Meiendorf. An der Meiendorfer Grenze führt die U1 entlang; in der Nähe befinden sich die U-Bahn-Haltestellen Berne und Meiendorfer Weg.

### Einrichtungen
Seit 1982 ist die Münzprägeanstalt Hamburgische Münze in Meiendorf beheimatet und hat dort ihren Betrieb aufgenommen. Die Hamburgische Münze prägt seit dem 9. Jahrhundert Münzen und gehört damit zu den ältesten ihrer Art. Sie ist eine der fünf staatlichen Münzprägeanstalten Deutschlands und prägt alle deutschen Euromünzen mit einem J.
Das Kulturzentrum Bürgerhaus in Meiendorf e. V. (BiM) ging aus der 1972 gegründeten Bürgerinitiative Meiendorf hervor und ist damit eines der ältesten Stadtteilkulturzentren Hamburgs. Es bietet Konzerte, Theateraufführungen, das traditionelle Kinderfest und Comedy an sowie wöchentlich mehr als 50 Kurs- und Gruppenangebote.  Beheimatet ist es in dem alten Schulgebäude Meiendorfs in der Saseler Straße.
In Meiendorf befinden sich die evangelisch-lutherischen Kirchen Rogate-Kirche und Thomas-Kirche.

### Bildung
In Meiendorf stehen fünf allgemeinbildende Schulen, darunter das Gymnasium Meiendorf sowie die neugegründete Stadtteilschule Meiendorf.

## Persönlichkeiten
- Der Schiffbauingenieur Otto Grim (1911–1994) wohnte in Meiendorf und ist dort gestorben.
- Die Schauspielerin Karin Eckhold (1938–2018) wohnte in Meiendorf.
- Der Schauspieler Hans Peter Korff (1942–2025) wohnte in Meiendorf.
- Der ehemalige Erste Bürgermeister Hamburgs Ortwin Runde (* 1944) wohnt in Meiendorf.
- Der ehemalige Boxer Dariusz Michalczewski (* 1968) wohnte in Meiendorf.

- Die Autorin Ellen Sell wohnt in Meiendorf.